# اینوراری
اینوراری (به انگلیسی: Inveraray) یک شهرک در اسکاتلند است که در آرگایل و بوت واقع شده‌است. اینوراری ۶۰۳ نفر جمعیت دارد.